# Stemonyphantes griseus
Stemonyphantes griseus är en spindelart som först beskrevs av Schenkel 1936.  Stemonyphantes griseus ingår i släktet Stemonyphantes och familjen täckvävarspindlar. Inga underarter finns listade i Catalogue of Life.